# Ṯ̣
Cette page contient des caractères spéciaux ou non latins. S’ils s’affichent mal (▯, ?, etc.), consultez la page d’aide Unicode.
Ṯ̣ (minuscule : ṯ̣), appelé T macron souscrit et point souscrit, est une lettre additionnelle formée d’un T diacrité par un macron souscrit et d’un point souscrit. Elle est utilisée dans certaines transcriptions de langues sémitiques.

## Représentations informatiques
Le T macron souscrit et point souscrit peut être représentée avec les caractères Unicode suivants :
- précomposé (Latin étendu additionnel) :

| formes    | représentations | chaînes de caractères | points de code | descriptions                                                         |
| --------- | --------------- | --------------------- | -------------- | -------------------------------------------------------------------- |
| capitale  | Ṯ̣               | Ṯ◌̣                    | U+1E6E U+0323  | lettre majuscule latine t ligne souscrite diacritique point souscrit |
| minuscule | ṯ̣               | ṯ◌̣                    | U+1E6F U+0323  | lettre minuscule latine t ligne souscrite diacritique point souscrit |

- décomposé (latin de base, diacritiques) :

| formes    | représentations | chaînes de caractères | points de code       | descriptions                                                                     |
| --------- | --------------- | --------------------- | -------------------- | -------------------------------------------------------------------------------- |
| capitale  | Ṯ̣               | T◌̱◌̣                   | U+0054 U+0331 U+0323 | lettre majuscule latine t diacritique macron souscrit diacritique point souscrit |
| minuscule | ṯ̣               | t◌̱◌̣                   | U+0074 U+0331 U+0323 | lettre minuscule latine t diacritique macron souscrit diacritique point souscrit |